# 国立公園法

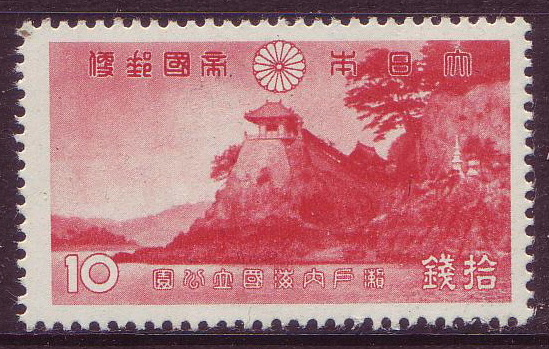
1939年（昭和14年）に発行された記念切手「瀬戸内海国立公園」磐台寺観音堂・(福山市) 10銭

国立公園法（こくりつこうえんほう、昭和6年4月1日法律第36号）は、日本の国立公園に関する、廃止された法律。
1931年（昭和6年）10月1日施行。 1957年（昭和32年）10月1日、自然公園法施行に伴い廃止された。制定時の条文は16条で、関係省庁は大蔵省、内務省。

## 概要
国立公園は国立公園委員会の意見を聴き区域を定め、主務大臣が指定すること。国立公園の保護又は利用に関する統制及び計画並びに国立公園計画に基づき執行すべき国立公園事業に関すること等が規定された。
この法律により、1934年（昭和9年）3月16日に瀬戸内海国立公園、雲仙国立公園（現・雲仙天草国立公園）、霧島国立公園（現・霧島錦江湾国立公園）が日本最初の国立公園として指定された。
廃止までの間に5回の一部改正があり、1949年（昭和24年）6月1日施行の「国立公園法の一部を改正する法律（昭和24年5月19日法律第84号）」により、国立公園委員会が国立公園審議会に改められた。また、「国立公園に準ずる区域」に関する規定が加えられ、この改正により、1950年（昭和25年）7月24日に琵琶湖国定公園、同年7月27日に佐渡弥彦国定公園（現・佐渡弥彦米山国定公園）、同年7月29日に耶馬日田英彦山国定公園が日本最初の国定公園として指定された。
1957年（昭和32年）の自然公園法制定に伴い国立公園法は廃止された。国立公園法の規定により指定されていた国立公園および国立公園に準ずる区域は、自然公園法の規定による国立公園および国定公園とみなされた。

## 勅令
- 国立公園法施行令（昭和6年9月19日勅令第242号）‐自然公園法施行令（昭和32年9月30日政令第298号）により廃止
- 国立公園委員会官制（昭和6年9月19日勅令第243号）‐国立公園委員会官制等廃止ノ件（昭和16年3月29日勅令第311号）により廃止
- 台湾国立公園委員会官制（昭和10年9月21日勅令第277号）‐台湾国立公園委員会官制廃止ノ件（昭和16年3月29日勅令第312号）により廃止
- 国立公園委員会官制（昭和22年5月1日勅令第176号）‐国立公園法の一部を改正する法律（昭和24年5月19日法律第84号）により廃止